# TV Globo DF
TV Globo DF é uma emissora de televisão brasileira sediada em Brasília, Distrito Federal. Opera no canal 10.1 (21 UHF digital), e é uma emissora própria da TV Globo. Devido a dificuldade de recepção em algumas áreas, a emissora também opera no canal 20 UHF no Gama e Brazlândia. Seus estúdios ficam no Setor de Rádio e Televisão Norte (SRTVN), na Asa Norte do Plano Piloto, e seus transmissores ficam na Torre de TV Digital de Brasília, na região administrativa do Lago Norte.

## História

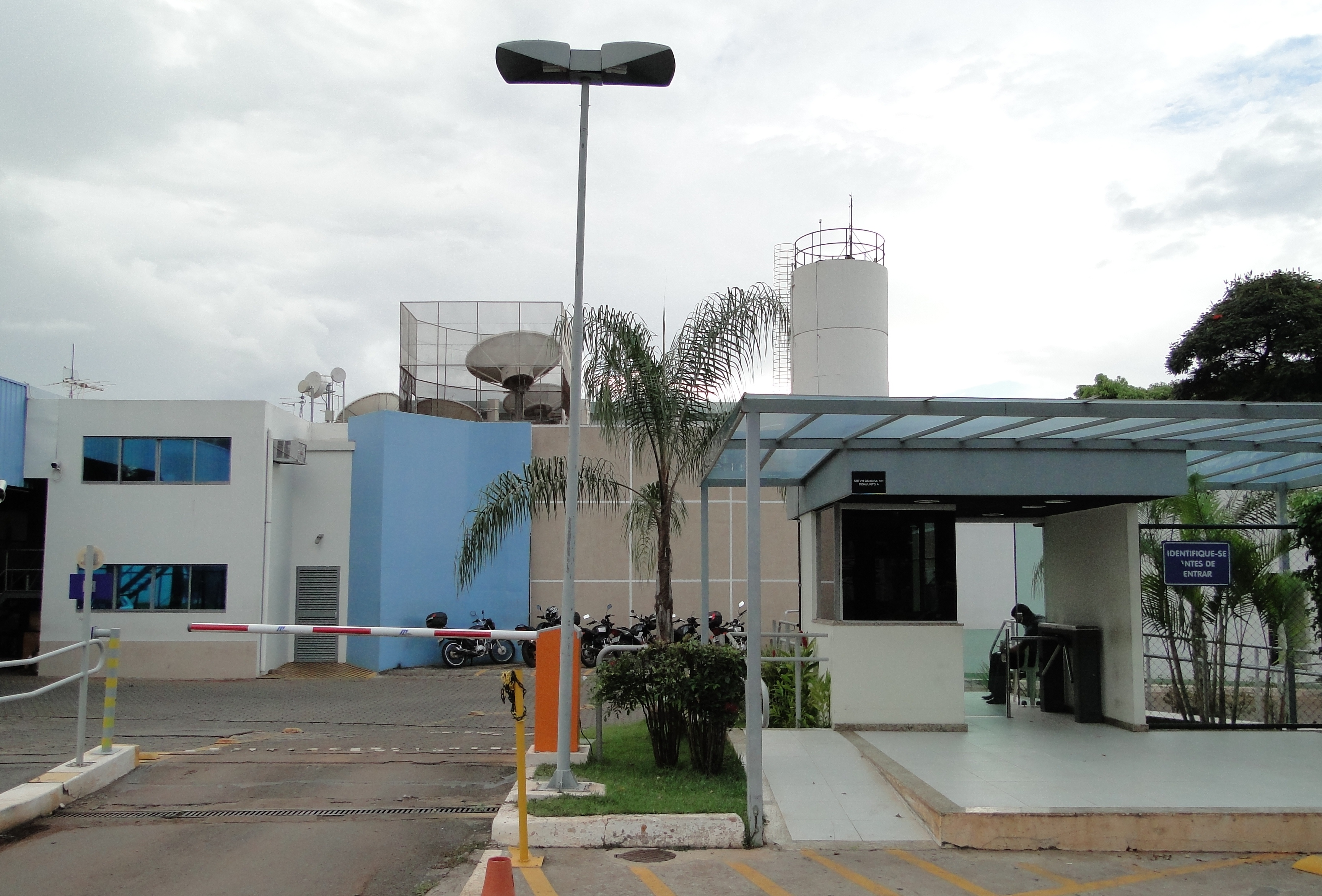
Sede da emissora, na Asa Norte.

Enquanto ainda preparavam a instalação da TV Globo no Rio de Janeiro, as Organizações Globo receberam, em 27 de abril de 1962, a concessão para implantar um canal de televisão em Brasília, através de decreto assinado pelo primeiro-ministro Tancredo Neves. Depois de inaugurada a Rede Globo em 1965, o seu sinal chegava até a capital federal através da TV Nacional, pertencente ao Governo Federal, entre 1967 e 1969.
Após dois anos de preparativos, a TV Globo Brasília foi inaugurada às 13h10 do dia 21 de abril de 1971, data em que Brasília completava 11 anos de fundação. Na solenidade, além de Roberto Marinho, proprietário da emissora, estiveram presentes convidados como o governador do Distrito Federal, Hélio Prates da Silveira, o ministro da Indústria e Comércio, Pratini de Moraes, e o arcebispo de Brasília, Dom José Newton de Almeida Baptista, que batizou as instalações. Em sua programação inaugural, foi ao ar uma partida de futebol entre Vasco da Gama e Flamengo, e o programa Som Livre Exportação, realizado ao vivo na Concha Acústica do Distrito Federal e gerado para todo o país.
Desde sua fundação, a emissora foi estrategicamente fundamental pela sua inserção no noticiário nacional, para as pautas sobre a política. Em 1983, o Bom Dia Brasil passou a ser produzido a partir de Brasília, pois na época seu formato era predominantemente de matérias sobre política e economia.
Em 1994, a emissora sofreu um incêndio nas suas instalações, mas isso não impediu a produção da programação. Até 1995, a programação da emissora também abrangia os municípios do Entorno do Distrito Federal, porém após a criação da TV Anhanguera de Luziânia, a programação ficou restrita apenas ao Distrito Federal. Em 1996, com a produção do Bom Dia Brasil passando a ser feita no Rio de Janeiro, a TV Globo Brasília passou apenas a participar com matérias para a rede e com comentários nos telejornais.
Em 7 de setembro de 2013, em uma das ondas de protestos que ocorriam no país, um grupo de manifestantes tentou invadir a sede da emissora na Asa Norte. Vândalos apedrejaram carros que estavam no estacionamento e tentaram arrombar a porta de acesso ao prédio, mas foram contidos pelos seguranças e dispersados pela Tropa de Choque da Polícia Militar.
Em 29 de maio de 2025, a emissora anunciou em suas redes sociais que adotou a nomenclatura TV Globo DF, abandonando o nome original após 54 anos.

## Sinal digital
| Canal virtual | Canal digital | Resolução de tela | Programação                                  |
| ------------- | ------------- | ----------------- | -------------------------------------------- |
| 10.1          | 21 UHF        | 1080i             | Programação principal da TV Globo DF / Globo |

A emissora iniciou oficialmente suas transmissões digitais em 22 de abril de 2009, durante o DFTV 2ª edição. Em 2 de dezembro de 2013, os telejornais da emissora passaram a ser produzidos em alta definição.
Transição para o sinal digital
Com base no decreto federal de transição das emissoras de TV brasileiras do sinal analógico para o digital, a TV Globo Brasília, bem como as outras emissoras da cidade de Brasília e do entorno do Distrito Federal, cessou suas transmissões pelo canal 10 VHF em 17 de novembro de 2016, seguindo o cronograma oficial da ANATEL. O sinal da emissora foi interrompida às 23h59 durante a exibição do Adnight, sendo substituído por um aviso do MCTIC e da ANATEL sobre o switch-off.

## Produções em andamento
A emissora participa ao vivo em rede nacional com matérias e comentários sobre política nos telejornais; e também produz e exibe os seguintes programas locais:
- Bom Dia DF[10]
- Bom Dia Brasil (Bloco Local)[10]
- DFTV 1.ª edição[10]
- DFTV 2.ª edição[10]
- Globo Comunidade DF[10]
- Globo Esporte DF[10]

### Histórico da programação local
A época de sua criação, o jornalismo da TV Globo Brasília possuía em sua programação, tal qual as outras emissoras da Globo, versões locais ou blocos dos noticiários da rede. O Hoje era apresentado por Maria Luísa e Antônio Lúcio, sendo de produção inteiramente local até 1974, quando se tornou um bloco da versão carioca, agora exibida em rede nacional. O bloco local do Jornal Nacional era apresentado por Heitor Ribeiro, e posteriormente por Júlio César.
Outros programas também surgiriam ao longo da década de 1970, como Globinho, um mini telejornal voltado ao público infantil, com apresentação de Tania Mara, exibido a partir de 1974. No mesmo ano, também estreou o boletim Plantão Globo, com matérias exibidas em drops diários, até 1976. Neste ano, passou a ir ao ar o Jornalismo Eletrônico, apresentado por Luís Lopes Correia, que durou até 1978. E em 1977, passou a ser exibido o programa de entrevistas Painel, apresentado por Claudio Lessa, em conjunto com a versão nacional feita a partir do Rio de Janeiro.
Em 1979, estreou o Jornal das Sete, apresentado por Carlos Campbell, que durou até 1.º de janeiro de 1983. Neste ano, com a reformulação total do jornalismo regional das emissoras e afiliadas da Rede Globo e a adoção do padrão jornalístico Praça TV, estreou em 3 de janeiro o DFTV, inicialmente apenas com a edição noturna apresentada por Carlos Magno. Em junho do mesmo ano, estreou a edição vespertina do jornal, apresentada por André Duda. Entre março de 1983 e março de 1989, também houve uma terceira edição do telejornal, exibida após o Jornal da Globo, com apresentação de Sérgio Machado, e posteriormente, de Ana Paula Padrão. Entre 25 de março de 1984 e 21 de junho de 1987, o telejornal também foi exibido aos domingos após o Fantástico. Em 1989, assim como a terceira edição, a primeira edição do telejornal foi extinta, voltando apenas em 1992.
Em 7 de janeiro de 1991, a TV Globo Brasília estreou o Bom Dia DF, apresentado por Carlos Campbell, sendo a última das emissoras próprias da rede a estrear sua versão do telejornal matinal. Seguindo o mesmo padrão do Bom Dia Brasil, o programa também contava com entrevistas e debates sobre política, feitos por Alexandre Garcia. Outros nomes como Paulo José Cunha, André Duda, Fabiana Fernandez, Carlos Magno e Cláudia Bomtempo também apresentaram o telejornal na década de 1990. No mesmo ano, também estreou o Globo Comunidade, apresentado nas manhãs de sábado, e posteriormente aos domingos a partir de 1996.
Entre 2000 e 6 de abril de 2002, a emissora exibiu o programa Articultura, apresentado por Aline Maccari, que destacava a cena cultural de Brasília, com reportagens e entrevistas especiais com artistas locais. O programa era produzido em parceria com a produtora Fabrika Filmes, e era exibido aos sábados, ao meio-dia.
No fim dos anos 90 e início da década de 2000, os padrões jornalísticos Bom Dia Praça e Praça TV sofrem novas reformulações para adotar uma linha editorial mais popular e ligada a comunidade. É neste ínterim que o Bom Dia DF e o DFTV passam por modificações nos cenários e no comando das atrações. Fernanda de Bretanha passou a comandar o telejornal matinal em 2001, enquanto Alexandre Garcia e Márcia Zarur passaram a comandar o DFTV 1.ª edição no mesmo ano. Luiz Carlos Braga, que já comandava o DFTV 2.ª edição desde 1996, permaneceu no comando do telejornal até 2008, quando foi demitido pela emissora e migrou para a TV Record Brasília.
Em 2004, Liliane Cardoso assumiu o Bom Dia DF, enquanto Fernanda de Bretanha passou a apresentar o DFTV 1.ª edição com Alexandre Garcia em substituição a Márcia Zarur. Em 2007, a exemplo das outras emissoras da Rede Globo, estreou o boletim jornalístico Radar DF, que traz informações a respeito do trânsito e do tempo, além de manchetes curtas. Em 2008, Fernanda de Bretanha é substituída por Camila Guimarães no DFTV 1.ª edição, e o DFTV 2ª edição passa a ser apresentado por Antônio de Castro. Em março de 2009, o jornalismo da emissora ampliou a participação da comunidade com a criação da Redação Móvel, onde o público participa ao vivo de algum bairro do Distrito Federal.
Em 2010, Liliane Cardoso passa a apresentar o DFTV 1.ª edição no lugar de Camila Guimarães, que assume o lugar de Liliane no Bom Dia DF. Porém, no mesmo ano, Fred Ferreira e Viviane Costa assumem o comando do telejornal matinal. Em 2011, Flávia Alvarenga substitui Fred Ferreira e Viviane Costa no Bom Dia DF, enquanto Alexandre Garcia e Liliane Cardoso são substituídos por Fábio William no comando do DFTV 1.ª edição. Em 2012, a emissora passa a dispor do "Globocop", dando mais dinamismo aos telejornais com cobertura aérea ao vivo. No mesmo ano, em 21 de agosto, o Globo Esporte passa a ser inteiramente local, sob o comando de Gabriel Ramos e Viviane Costa. Em 2013, Flávia Alvarenga deixa a bancada do Bom Dia DF, sendo substituída por Guilherme Portanova, enquanto Viviane Costa passa a apresentar sozinha o Globo Esporte.
Em 7 de novembro de 2015, estreou aos sábados o Distrito Cultural, programa de temporadas apresentado por Márcia Zarur, que mostra os acontecimentos da música, literatura e das artes no Distrito Federal, ficando no ar até 28 de dezembro de 2019. Em 13 de maio de 2019, Beatriz Pataro estreou como apresentadora do Bom Dia DF, ao lado de Guilherme Portanova. Portanova deixou o Bom Dia DF e a emissora em 12 de novembro, após assinar com a RecordTV Brasília, sendo substituído por Fred Ferreira, que retorna ao telejornal após 8 anos.
Em 20 de janeiro de 2020, Natália Godoy assume o Bom Dia DF no lugar de Beatriz Pataro, que foi para a reportagem, assim fazendo dupla com Fred Ferreira. Em maio de 2020, após 7 anos no comando do Globo Esporte, Stephanie Alves deixou a emissora, sendo substituída por José Maurício Oliveira. Ainda no ano de 2020, a TV Globo Brasília extingue o Radar DF e seus boletins durante a programação, permanecendo o formato apenas no quadro "Trânsito no DF" do Bom Dia DF.
Em 5 de abril de 2023, com a série de demissões promovidas pela Globo nas suas filiais, foram dispensados em Brasília os jornalistas Fábio William e Márcia Witczak. Com a saída de Fábio, o DFTV 1.ª edição passou a ser apresentado por Fabiano Andrade.